# Трінка
Трінка (рум. Trinca) — село в Єдинецькому районі Молдови. Утворює окрему комуну.